# Resolución 16 del Consejo de Seguridad de las Naciones Unidas
La resolución 16 del Consejo de Seguridad de las Naciones Unidas, aprobada el 10 de enero de 1947, reconocía la creación del Territorio libre de Trieste, realizando esta aprobación sobre la base de los tres documentos presentados.
La resolución fue adoptada por 10 votos a favor, y una abstención por parte de Australia. 